# 尖頭裸龍鰧
尖頭裸龍鰧，為輻鰭魚綱鱸形目南極魚亞目淵龍鰧科的其中一種，分布於南冰洋的南極半島海域，屬深海魚類，棲息深度在水深0至550公尺，體長可達34公分，屬肉食性，以魚卵、多毛類或端腳類等為食。